# North Mymms
North Mymms – wieś i civil parish w Anglii, w hrabstwie Hertfordshire, w dystrykcie Welwyn Hatfield. Leży 14 km na południowy zachód od miasta Hertford i 26 km na północ od centrum Londynu. W 2011 civil parish liczyła 8921 mieszkańców. North Mimms jest wspomniana w Domesday Book (1086) jako Mimmine.